# Кастиљионе Маритимо (Катанцаро)
Кастиљионе Маритимо је насеље у Италији у округу Катанцаро, региону Калабрија.
Према процени из 2011. у насељу је живело 398 становника. Насеље се налази на надморској висини од 190 м.